# 이반 불라야
이반 불라야(크로아티아어: Ivan Bulaja, 1977년 10월 25일~)는 크로아티아의 요트 선수, 지도자이다. 현재 크로아티아 대표팀 감독을 맡고 있다.

## 경력
스플리트 출신으로 형인 토니도 요트 선수이다. 2000년에 오스트레일리아 시드니에서 열린 2000년 하계 올림픽에 참가하였으며 토니와 함께 남자 2인 딩기급에 출전하여 24위에 올랐다.
은퇴 후에는 요트 지도자가 되어 크로아티아 대표팀 감독을 맡았다. 2008년 베이징에서 열린 2008년 하계 올림픽에 크로아티아 대표팀의 감독으로 참가했는데 남자부 49er 클래스 결승전 당시 크로아티아팀은 강풍으로 인해 파손된 덴마크팀에게 자신들의 요트를 빌려주어 덴마크의 우승에 기여했다. 당시 감독인 불라야와 선수인 파블레 코스토브, 페타르 추파치 등 크로아티아 요트팀 전원은 피에르 드 쿠베르탱 메달을 받았다.